# Bølefjorden (Flatanger)
Bølefjorden er en 7 kilometer lang fjord i Flatanger kommune i Trøndelag fylke i Norge. Fjorden har indløb mellem Rugholmen i vest og Småværholman i øst og går syv kilometer mod sydøst til fjordbunden ved Bøle.
Der er gjort arkæologiske fund som kan dateres tilbage til ældre stenalder flere steder omkring fjorden, blandt andet på Uransbrekka, Vikan, Bøle, Bølestrand og Bøleseter. Dette område er det eneste i Flatanger med spor efter sammenhængende bosætning fra ældre til yngre stenalder. Der har også været bosætning i området i nyere tid, og gården Bøle nævnes første gang i skriftlige kilder i 1559.